# Chemiré-le-Gaudin
Chemiré-le-Gaudin là một xã thuộc tỉnh Sarthe trong vùng Pays-de-la-Loire tây bắc nước Pháp. Xã này nằm ở khu vực có độ cao từ 32-108 mét trên mực nước biển.